# فی سلطان
فی سلطان (به انگلیسی: Faye Sultan) (زادهٔ ۲۰ اکتبر ۱۹۹۴) شناگر اهل کویت است.